# XXe corps d'armée (Italie)
Pour les articles homonymes, voir 20e corps d'armée.
Le XXe corps d'armée (en italien : XX Corpo d'armata) est un corps de l'armée royale italienne.

## Historique

### Première Guerre mondiale
Le XXe corps d'armée est créé dans la zone d'opérations du Frioul le 1er mars 1916 et dissous le 5 janvier 1917. À partir du 23 mai 1916, il est sous le commandement du lieutenant-général Luca Montuori et opère dans le secteur des Préalpes vicentines jusqu'en 1917. Durant ces mois, elle participe, entre autres, à la bataille de Mont Piana (en) et à la bataille du Mont Ortigara.

### Seconde Guerre mondiale
Entre le 10 septembre 1941 et le 10 mars 1942, l'unité est nommée Corps d'armée de manœuvre (italien : Corpo d'Armata di Manovra).
La grande unité a notamment participé à la guerre du Désert de l'été 1941 à 1943.

## Ordre de bataille (1942)
- Commandant lieutenant-général Giuseppe De Stefanis
  - 8e groupe d'armée d'artillerie (une partie)
  - 90e compagnie du génie
  - 132e division blindée Ariete, major général Francesco Antonio Arena
    - 132e régiment de chars
    - 8e régiment de bersagliers (motorisé)
    - 132e régiment d'artillerie (motorisé)
    - Groupe d'escadre / 1er régiment Nizza Cavalleria
    - 32e bataillon mixte du génie (motorisé)

  - 133e division blindée Littorio, major général Gervasio Bitossi
    - 133e régiment de chars (en)
    - 12e régiment de bersagliers (it) (motorisé)
    - 3e régiment d'artillerie
    - 133e régiment d'artillerie (une partie)
    - 3e groupe d'escadre / 5e régiment Lancieri di Novara

  - 101e division motorisée Trieste, général de brigade Francesco La Ferla
    - 65e régiment d'infanterie
    - 66e régiment d'infanterie Trieste
    - 21e régiment d'artillerie
    - 8e bataillon blindé de bersagliers
    - 11e bataillon de chars
    - 52e groupe d'artillerie mixte

## Commandants
- Generale di CA spe Ferdinando Cona (22 janvier 1939 – 6 février 1941)
- Generale di D fuori quadro Enrico Armando (commandant de la forteresse de Tripoli)
- Generale di D spe Carlo Spatocco (16 mars – 15 août 1941)
  - Generale di CA spe Carlo Vecchiarelli (15 août 1941 – 19 janvier 1942) : Commandant de la forteresse Tripoli
  - Generale di CA spe Gastone Gambara (15 août – 31 décembre 1941) : Corpo d'Armata di Manovra[3]
- Generale di CA spe Francesco Zingales (19 janvier – 20 mars 1942)
- Generale di D spe Ettore Baldassarre (21 mars – † 26 juin 1942)
- Generale di D spe Giuseppe De Stefanis (27 juin – 29 novembre 1942)
- Generale di D spe Gervasio Bitossi (29 novembre 1942 – 18 février 1943)
- Generale di CA spe Taddeo Orlando (18 février –   13 mai 1943)[4]